# 11443 Youdale
11443 Youdale este o planetă minoră (asteroid), cu un diametru de 2,924 km, din centura de asteroizi. A fost descoperită pe 11 februarie 1977 la Observatorul Palomar de Edward L. G. Bowell. 
Obiectul prezintă o orbită caracterizată de o semiaxă mare de 2,3096863 UAi, o excentricitate de 0,15, o înclinație de 1,07529 ° în raport cu ecliptica.